# Volkssternwarte Mainz

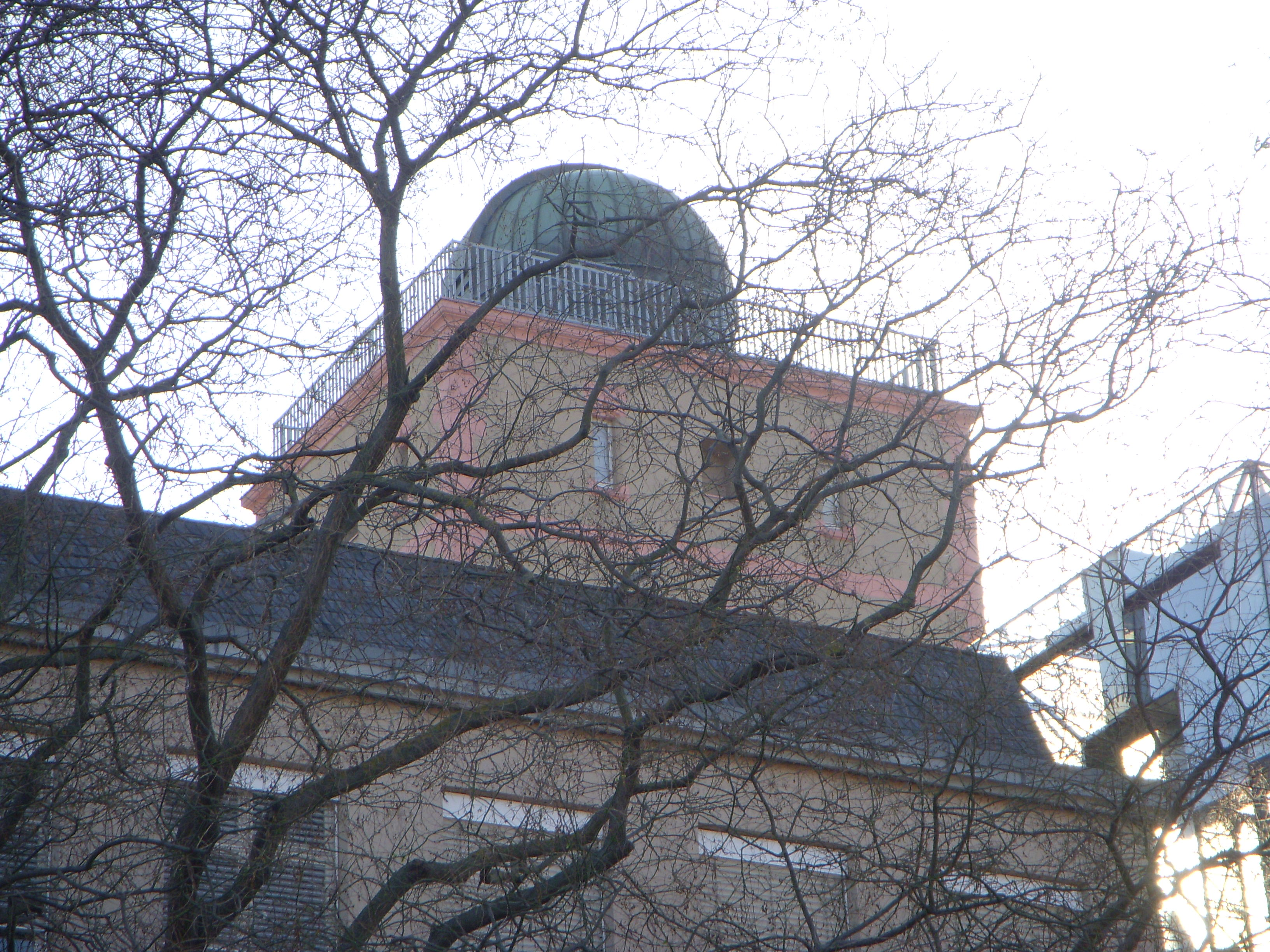
Kuppel der Volkssternwarte Mainz

Die Volkssternwarte Mainz ist eine von der Volkshochschule der Stadt Mainz unterhaltene Sternwarte. Sie befindet sich im 35 m hohen Turm der Anne-Frank-Schule, im Zentrum von Mainz. Betrieben wird die Sternwarte von einer amateurastronomischen Vereinigung, der Astronomische Arbeitsgemeinschaft der Sternfreunde Mainz und Umgebung e. V. (AAG Mainz e. V.)
Das Hauptinstrument ist ein Fernrohr mit 15 cm Öffnungsdurchmesser und 3 m Brennweite. Der Strahlengang dieses Teleskops ist gefaltet. An seiner Restaurierung und Instandhaltung war der Mainzer Kernphysiker Hans Ehrenberg maßgeblich beteiligt. Darüber hinaus steht ein 12,7-cm-Refraktor mit 95 cm Brennweite zur Verfügung. Zur Beobachtung der Sonne werden ein Protuberanzenansatz und ein PST (H-alpha-Teleskop) genutzt.
In der Decke des Vortragsraumes ist eine drehbare Kuppel mit 5 m Durchmesser eingebaut. An dieser befinden sich ca. 1200 „Sterne“, die unter Schwarzlicht fluoreszieren. Damit wird der Anblick des Himmels mit Sternen bis zur Größenklasse 4,5 simuliert. Dieser Aufbau ähnelt dem drehbaren Hohlglobus der Robert-Mayer-Sternwarte in Heilbronn.
Bis Ende 2011 bot die Volkssternwarte Mainz regelmäßige öffentliche Himmelsbeobachtungen und astronomische Vorträge an. Seit Anfang 2012 ist die Sternwarte für den öffentlichen Besucherverkehr gesperrt, da der Brandschutz nicht den aktuellen gesetzlichen Anforderungen entspricht.